# Grindr
Grindr är en mobilapplikation som riktar sig till hbtq-personer, främst män, som vill ha sexuellt umgänge med personer av samma kön, både anonymt samt verifierade med varandra. Den är tillgänglig för IOS, Android och Blackberry OS. Applikationen, som kan laddas ner från App Store och Google Play, finns i både en gratisversion och en betalversion (Grindr Xtra). 
Applikationen använder sig av platsbasering, vilket gör att användaren kan lokalisera andra användare i närområdet. Ett användargränssnitt visar upp bilder av andra användare, ordnade efter avstånd. Genom att trycka på bilden visas en kort profil upp t.ex. vad personen söker, samt möjligheterna att chatta, skicka bilder och delge platsen där man befinner sig. Applikationen har ansetts vara kontroversiell, då många användare hävdar att de bannlysts på grund av fördomar och pryderi.

## Historia
Grindr lanserades den 25 mars 2009 av Nearby Buddy Finder, LLC. Till en början mottogs den avvaktande men positivt i den homosexuella bloggosfären, på sidor som Queerty, och Joe My God. Även om den är baserad i USA fick applikationen snabbt världsomfattande popularitet genom media och mun till mun. Den 26 mars 2011 tillkännagav Grindr att man hade fått 3,5 miljoner användare i 192 länder över hela världen, med 71 000 användare online varje given sekund. 908 000 använder applikationen varje dag, och överför 7 miljoner chattmeddelanden och 2 miljoner bilder. I genomsnitt ägnar varje användare en och en halv timma åt applikationen dagligen, och loggar in åtta gånger om dagen. Joel Simkhai, Grindrs grundare, har rapporterat om användare i länder som Iran, Irak, Israel och Kazakstan. I mars 2012 hade USA högsta antalet användare med närmre 1 443 500, medan London toppade listan över städer med 195 000 användare. Antalet användare i Storbritannien ökade med 30 000 efter att applikationen nämndes av Stephen Fry i den populära TV-serien Top Gear.
I januari 2011 vann Grindr pris för "bästa mobila dejtingsida" vid iDate Awards 2011. Grindr tillkännagav i mars 2011 att en heterosexuell version av applikationen var under utveckling under det tillfälliga namnet Project Amicus. Den 8 september 2011 släpptes Amicus under namnet Blendr, en liknande applikation för människor oavsett sexuell läggning, med tilläggsfunktioner ämnade att underlätta icke-sexuella kontakter.
I januari 2012 tillkännagavs det att Grindr korats till vinnare av "TechCrunch’s 2011 Crunchies Award for Best Location Application" vid den femte årliga "Crunchies Awards Ceremony" i San Francisco, i The Davies Symphony Hall. Grindr kröntes även till vinnare av 2012 års iDate Awards i två av tolv kategorier, för bästa mobila dejtingapp och bästa nya teknologi, vid den nionde "Dating Industry & Internet Dating Conference" i Miami. Även 2011 fick Grindr pris för bästa mobila dejtingapp. I april 2012 tillkännagavs det att About.coms användare hade röstat fram Grindr till bästa dejtingapp vid 2012 About.com Readers' Choice Awards, med 74 procent av rösterna. Kategorin lades utmärkelsen till, och av de nominerade var Grindr den enda uteslutande för män som har sex med män, och därmed även den första i sitt slag att mottaga ett sådant pris.

## Grindr Xtra
Grindr Xtra är den reklamfria betalversionen av Grindr. Versionen innehåller även extrafunktioner som att ladda 200 användare på en gång, samt snabbt kunna byta mellan profiler. Användare kan förnya prenumerationen via Itunes i intervaller om en, tre, sex eller tolv månader.

## Kritik
Grindr har fått kritik både ur programmerings- och sociologisynpunkt. I januari 2012 hackades applikationen och hundratusentals användares personliga information läckte ut. I och med Grindrs pågående utredning av händelsen tog företaget lagliga och tekniskt relaterade beslut att bland annat blockera en sida som bröt mot deras användarvillkor. Sidan påverkade ett mindre antal användare i framförallt Australien, och är fortfarande nedstängd.
Grindr har fått kritik för att många användare använder sig av rasistiskt eller homofobiskt språk, till exempel "inga asiater", "inga svarta" eller "inga feminina" på sina profiler. Användare kan förvisso ange etniskt ursprung på sina profiler, men kan bannlysas för att posta material som uppfattas som rasistiskt, hatiskt eller på annat sätt skadligt eller stötande. Grindr har anklagats för att inte vidta tillräckliga åtgärder i sådana fall. Grindr har dock hävdat att påståenden som "inga asiater" enbart är sexuella preferenser och inte rasistiskt. Grindr menar att ett stort antal moderatorer upprätthåller riktlinjerna, och att företaget uppmuntrar sina användare att redogöra för vad man letar efter och inte för vad man inte letar efter. Vissa användare hävdar dock att riktlinjerna inte upprätthålls i den utsträckning som hävdas.